# ハーバー・ワイス反応
ハーバー・ワイス反応（ハーバー・ワイスはんのう）とは、過酸化水素とスーパーオキシドからヒドロキシラジカルを発生させる反応である。この反応は生物の細胞内で起こるため、酸化ストレスの原因となる可能性がある。反応の速度は非常に遅いが、鉄が触媒となり反応を進行させる。触媒サイクルの第一段階は第二鉄が還元されて第一鉄に変わる反応である。
Fe3+ + •O2- → Fe2+ + O2
第二段階はフェントン反応である。
Fe2+ + H2O2 → Fe3+ + OH− + •OH
最終的な反応は以下の通りとなる。
•O2- + H2O2 → •OH + OH- + O2
この反応の名称はフリッツ・ハーバーと彼の弟子のジョセフ・ジョシュア・ワイスに因んで名づけられた。